# Alessandro Paparoni
Alessandro Paparoni, né le 17 août 1981 à San Severino Marche en Italie, est un joueur italien de volley-ball. Il mesure 1,91 m et joue libero ou réceptionneur-attaquant. Il est international italien.

## Clubs
| Club                               | De        | À         |
| ---------------------------------- | --------- | --------- |
| Lube Macerata                      | 1997-1998 | 2001-2002 |
| Brogliaccio Pallavolo Ancône       | 2002-2003 | 2002-2003 |
| Lube Macerata                      | 2003-2004 | 2007-2008 |
| Gabeca Pallavolo Spa               | 2008-2009 | 2008-2009 |
| Lube Macerata                      | 2009-2010 | 2010-2011 |
| M. Roma Volley                     | 2011-2012 | 2011-2012 |
| New Mater Volley Castellana Grotte | 2012-2013 | 2012-2013 |
| Lube Macarata                      | 2013-2014 | ...       |

## Palmarès

### Club et équipe nationale
- Championnat d'Europe (1)
  - Vainqueur : 2005
- Ligue des champions (1)
  - Vainqueur : 2002
- Coupe de la CEV puis Challenge Cup (4)
  - Vainqueur : 2001, 2005, 2006, 2011
- Championnat d'Italie (2)
  - Vainqueur : 2006, 2014
- Coupe d'Italie (2)
  - Vainqueur : 2001, 2008
- Supercoupe d'Italie (1)
  - Vainqueur : 2006
  - Perdant : 2001, 2003, 2009, 2013

### Distinctions individuelles
- Meilleur attaquant de la Ligue des champions 2007